# Stazione di San Martino Siccomario-Cava Manara
La stazione di San Martino Siccomario-Cava Manara è una stazione ferroviaria posta lungo il tratto comune alle linee Milano-Genova e Pavia-Stradella.
Si trova nel territorio comunale di San Martino Siccomario, sul confine con Cava Manara, a servizio di entrambi i centri abitati.

## Storia
La stazione fu attivata nel 1867, all'apertura della linea Pavia-Voghera.

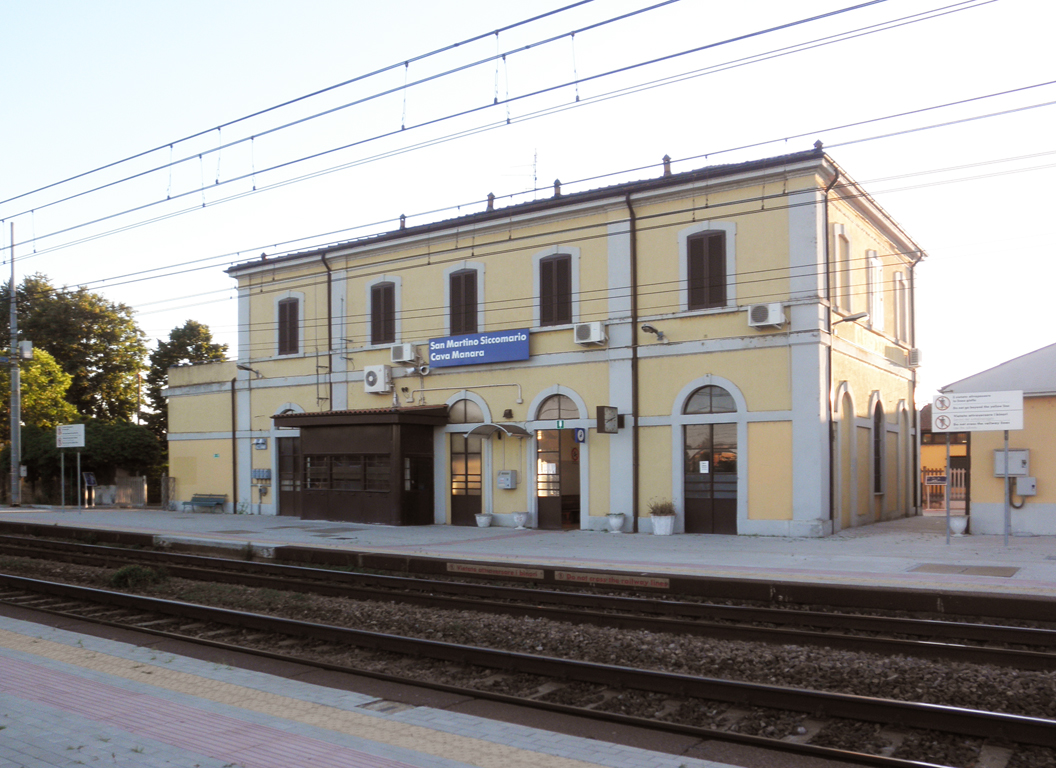
Il piazzale binari

Nonostante fosse sita nel territorio comunale di San Martino Siccomario, portava inizialmente il nome di «Cava Manara», perché posta a breve distanza da questa località.
Nel 1883 divenne stazione di diramazione, in seguito all'attivazione di una breve linea di raccordo che la collegava alla stazione di Cava-Carbonara, posta alla confluenza delle linee Vercelli-Pavia e Alessandria-Pavia. Tale linea, costruita per motivi strategici, fu utilizzata solo saltuariamente e in seguito soppressa. Di essa rimane comunque visibile il sedime nonostante il lungo tempo passato dallo smantellamento.
La stazione assunse il nome corrente il 10 dicembre 2006; attualmente nei quadri orari e negli annunci vocali nelle stazioni e a bordo dei treni non viene citata con il nome completo, ma solamente come San Martino-Cava.

## Movimento
Il servizio passeggeri è costituito da treni regionali svolti da Trenord nell'ambito del contratto di servizio stipulato con la Regione Lombardia, che hanno come destinazioni Voghera, Stradella, Piacenza e Milano.